# 中國近三百年學術史 (錢穆)

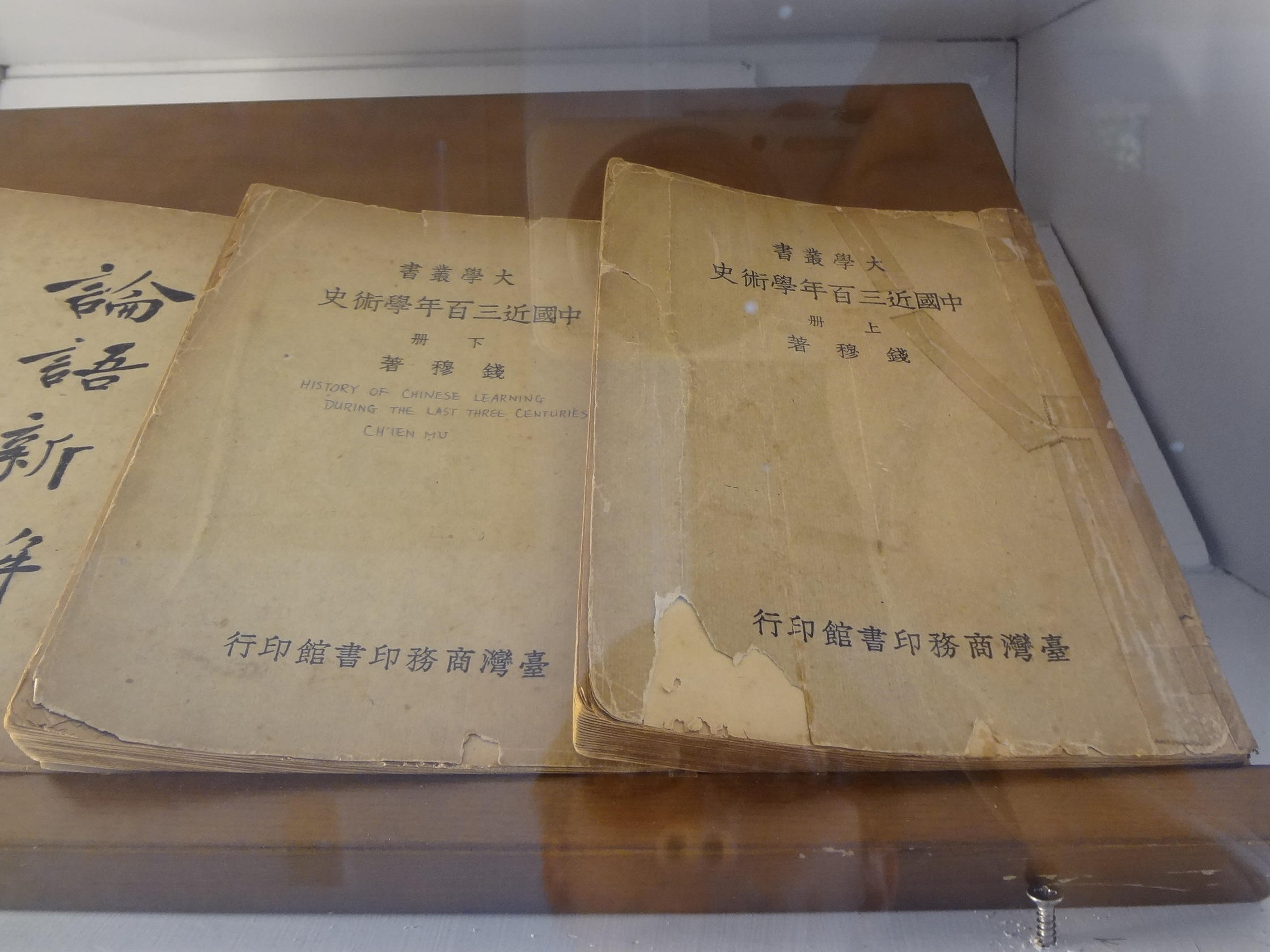
錢穆故居展示臺灣商務印書館版錢穆《中國近三百年學術史》

《中國近三百年學術史》是中國現代著名史學家錢穆所撰寫的一部清朝學術史作品。1931年，錢穆為北京大學學生主講《中國近三百年學術史》，後整理成書於1937年經由上海商務印書館出版。

## 內容概要
該書詳盡研究17-19世紀300年間中國學術史，從哲學和思想層面深入分析清朝的學派、代表人物及作品，闡述學術發展的不同階段及其相互轉化的原因，與梁啟超的同名著作齊名。

## 創作主因
此書是錢穆針對梁啟超論述清代學術的觀點發難而作。

## 相關版本
1937年，《中國近三百年學術史》經由上海商務印書館出版，分上下兩冊。
1997年12月，《中國近三百年學術史》經由商务印书馆再版，分上下兩冊。
2011年1月，《中國近三百年學術史》經由九州出版社出版，分上下兩冊，上冊14章，下冊11章。

## 梁钱差异
本書與梁啟超的《中國近三百年學術史》雖然同名，但是論述方法大相徑庭。錢主要從清學對前朝學術的繼承上加以展開論述，而梁主要從清朝學術對理學的反動入手進行論述。錢穆提出了“不識宋學，則無以識漢學”的論斷，對清代學術進行了較為系統的論述。